# Bibi Dahl
Bibi Dahl is een personage uit de James Bondfilm For Your Eyes Only. Ze wordt gespeeld door actrice Lynn-Holly Johnson.

## Rol in de film
Bibi Dahl verschijnt voor het eerst in Cortina d'Ampezzo in Italië waar ze schaatst op een schaatsbaan terwijl haar oom Aristotle Kristatos toekijkt. James Bond is op een missie met Luigi Ferrera om Emile Leopold Locque op te sporen. Bibi's grootste droom is Olympischgoud winnen voor haar schaatsen. Bibi's schaatscoach is Jacoba Brink die erg streng voor haar is en haar weinig pauze geeft. Bond ontmoet Bibi als ze net klaar is met schaatsen. Bibi is meteen stiekem verliefd op Bond en wil met Bond alleen zijn op zijn hotelkamer.
Als Bond een tijdje later op zijn hotelkamer komt, loopt Bibi met een badhanddoek zijn douche uit. Bibi probeert Bond te verleiden en gaat in Bonds bed liggen. Bond zorgt ervoor dat Bibi zich weer aankleedt en gaat met haar skiën.
Bond ontmoet dan Erich Kriegler een Oost-Duitse skikampioen. Als Bond er weer vandoor gaat wordt hij aangevallen door Eric Kriegler maar overleeft het.
Aan het einde van de film is Bibi weer terug op een berg in Meteora in Griekenland. Daar neemt Bond het tegen Kristatos op met Milos Columbo en Melina Havelock. Bibi raakt uiteindelijk in een gevecht verzeild tussen Bond en Eric Kriegler. Kristatos wordt later vermoord en Bibi en haar coach overleven het.
Bond vertelt dan tegen Melina, dat Bibi een nieuwe sponsor heeft gevonden in Columbo.
Bibi Dahl is een van de enkele bondgirls waar Bond niet het bed mee heeft gedeeld.